# Jesse W. Fell
Jesse W. Fell (Comtat de Chester, Pennsilvània, 1808 - Normal, Illinois, 1887) fou un home de negocis a Bloomington (Illinois), fundà la Universitat d'Illinois, originalment la Universitat Normal de l'Estat d'Illinois. Va demanar al seu advocat i amic Abraham Lincoln l'elaboració de la fiança de garantia per la Junta d'Educació el 5 de maig de 1857. El 1858 Lincoln a la campanya al Senat dels Estats Units, va ser Fell qui li va instar a desafiar al seu oponent, Stephen A. Douglas, donant lloc als debats de Lincoln-Douglas de 1858.